# Moi, j'écris pour agir
Pour des articles plus généraux, voir Voltaire et Max Gallo.
« Moi, j'écris pour agir » est une citation de Voltaire. Elle a été reprise pour le titre de l'ouvrage biographique de l'historien français Max Gallo sous-titré Vie de Voltaire parue chez Fayard en septembre 2008.
La citation complète de Voltaire : « Jean-Jacques n'écrit que pour écrire et moi j'écris pour agir. » est une réponse qu'il fit au pasteur Jacob Vernes dans l'une des nombreuses correspondances qu'ils échangèrent,.  Le Jean-Jacques dont il est question n'est bien sûr autre que Rousseau, que Voltaire n'aimait et ne comprenait guère.

## Œuvre
- Max Gallo, Moi, j'écris pour agir : vie de Voltaire ,Paris : Fayard, 2008.  (ISBN 9782213630328)